# دم‌چلچله‌ای طاووسی
پروانه‌های دم‌چلچله‌ای طاووسی (نام علمی: Achillides) زیرسرده‌ای از سرده پروانه‌های پاپیلیو هستند. این زیرسرده شامل ۲۵ گونه است.

## گونه‌ها
- طاووس آبی (Papilio arcturus)
- طاووس چینی (Papilio bianor)  زیرگونه‌ها:

- طاووس چینی بیانور (Papilio bianor bianor)
- طاووس چینی دهانی (Papilio bianor dehaani)
- طاووس چینی دوی (Papilio bianor doii)
- طاووس چینی گانسا (Papilio bianor ganesa)
- طاووس چینی هاچیجونیس ( Papilio bianor hachijonis )
- طاووس چینی جونیا (Papilio bianor junia)
- طاووس چینی کوتوئنسیس (Papilio bianor kotoensis)
- طاووس چینی مندشوریکا (Papilio bianor mandschurica)
- طاووس چینی ناکاهارا (Papilio bianor nakaharae)
- طاووس چینی پینراتانا (Papilio bianor pinratana)
- طاووس چینی استوکلئی (Papilio bianor stockleyi)
- طاووس چینی تاکاساگو (Papilio bianor takasago)
- طاووس چینی توکارائنسیس (Papilio bianor tokaraensis)

- طاووس سبز (Papilio blumei ) زیرگونه‌ها:

- طاووس سبز بلومی (Papilio blumei blumei)
- طاووس سبز فروستورفری (Papilio blumei fruhstorferi)

- طاووس نواری مالابار (Papilio buddha)
- طاووس لوزون (Papilio chikae)
- طاووس نواری معمولی (Papilio crino )
- طاووس چینی جنوبی (Papilio dialis ) زیرگونه‌ها:

- طاووس چینی جنوبی دیالیس (Papilio dialis dialis)
- طاووس چینی جنوبی شانوس (Papilio dialis schanus)
- طاووس چینی جنوبی کاتالئوکاس (Papilio dialis cataleucas)
- طاووس چینی جنوبی آندرونیکوس (Papilio dialis andronicus)

- طاووس دودسی (Papilio doddsi )
- زرین‌تاج پولکی (Papilio elephenor )
- طاووس هرملی (Papilio hermeli)
- طاووس تایوانی (Papilio hoppo)
- طاووس کارنا (Papilio karna) زیرگونه‌ها:

- طاووس کارانا کارانا (Papilio karna karna )
- طاووس کارانا کارناتوس (Papilio karna carnatus)
- طاووس کارانا دیسکوردیا (Papilio karna discordia)
- طاووس کارانا ایرائوانا (Papilio karna irauana)

- طاووس کریشنا (Papilio krishna) زیرگونه‌ها:

- طاووس کریشنا کریشنا (Papilio krishna krishna)
- طاووس کریشنا ثاوگاوا (Papilio krishna thawgawa)
- طاووس کریشنا مایومیا (Papilio krishna mayumiae)
- طاووس کریشنا چارلسی (Papilio krishna charlesi)

- طاووس لانگیمکولا (Papilio longimacula)
- طاووس فیروزه‌ای دریا (Papilio lorquinianus)
- طاووس ماکی (Papilio maackii) زیرگونه‌ها:

- طاووس ماکی ماکی (Papilio maackii maackiii)
- طاووس ماکی توتانوس (Papilio maackii tutanus)
- طاووس ماکی جزوئنسیس (Papilio maackii jezoensis)
- طاووس ماکی هان (Papilio maackii han)

- طاووس کالدونیای جدید (Papilio montrouzieri)
- طاووس سومبا (Papilio neumoegeni)
- طاووس زمردین (Papilio palinurus) زیرگونه‌ها:

- طاووس زمردین پالینوروس (Papilio palinurus palinurus)
- طاووس زمردین ادونتوس (Papilio palinurus adventus)
- طاووس زمردین دائدالوس (Papilio palinurus daedalus)
- طاووس زمردین نیفودوروس (Papilio palinurus nymphodorus)
- طاووس زمردین وگا (Papilio palinurus vega)
- طاووس زمردین آئوفنبرگی (Papilio palinurus auffenbergi)
- طاووس زمردین آنگوستاتوس (Papilio palinurus angustatus)

- طاووس پاریس (Papilio paris) زیرگونه‌ها:

- طاووس پاریس پاریس (Papilio paris paris)
- طاووس پاریس آرجوونا (Papilio paris arjuna)
- طاووس پاریس باتاکروم (Papilio paris battacorum)
- طاووس پاریس چایننسیس (Papilio paris chinensis)
- طاووس پاریس دتانی (Papilio paris detanii)
- طاووس پاریس گدینسیس (Papilio paris gedeensis)
- طاووس پاریس هرموسانوس (Papilio paris hermosanus)
- طاووس پاریس ناکاهارای (Papilio paris nakaharai)
- طاووس پاریس تامیلانا (Papilio paris tamilana)
- طاووس پاریس تنگرنسیس (Papilio paris tenggerensis)

- طاووس پرانتوس (Papilio peranthus) زیرگونه‌ها:

- طاووس پرانتوس پرانتوس (Papilio peranthus peranthus)
- طاووس پرانتوس وانگیوانگیئنسیس (Papilio peranthus wangiwangiensis)
- طاووس پرانتوس ترانسینس (Papilio peranthus transiens)
- طاووس پرانتوس سومی (Papilio peranthus sumie)
- طاووس پرانتوس کرانسی (Papilio peranthus kransi)
- طاووس پرانتوس کینسیاس (Papilio peranthus kinesias)
- طاووس پرانتوس اینترمدیوس (Papilio peranthus intermedius)
- طاووس پرانتوس اینسولیکولا (Papilio peranthus insulicola)
- طاووس پرانتوس فولجنس (Papilio peranthus fulgens)
- طاووس پرانتوس فانیوس (Papilio peranthus fannius)
- طاووس پرانتوس باوئانا (Papilio peranthus baweana)
- طاووس پرانتوس آدامانتیوس (Papilio peranthus adamantius)

- طاووس پریکلس (Papilio pericles)
- طاووس معمولی (Papilio polyctor)  زیرگونه‌ها:

- طاووس معمولی پولیکتور (Papilio polyctor polyctor)
- طاووس معمولی زی‌ئی (Papilio polyctor xiei)
- طاووس معمولی سیگنیفیکانس (Papilio polyctor significans)
- طاووس معمولی استوکلئی (Papilio polyctor stockleyi)

- طاووس سیفانیوس (Papilio syfanius)  زیرگونه‌ها:

- طاووس سیفانیوس سیفانیوس  (Papilio syfanius syfanius)
- طاووس سیفانیوس آلبوسیفانیوس (Papilio syfanius albosyfanius)
- طاووس سیفانیوس کیتاواکی (Papilio syfanius kitawakii)

- طاووس آبی کوهی (Papilio ulysses)  زیرگونه‌ها:

- طاووس آبی کوهی یولیسس (Papilio ulysses ulysses)
- طاووس آبی کوهی جوسا (Papilio ulysses joesa)
- طاووس آبی کوهی ایریسا (Papilio ulysses irisae)
- طاووس آبی کوهی گئورجیوس (Papilio ulysses georgius)
- طاووس آبی کوهی گابریلیس (Papilio ulysses gabrielis)
- طاووس آبی کوهی دوهرتیوس (Papilio ulysses dohertius)
- طاووس آبی کوهی دیرس (Papilio ulysses dirce)
- طاووس آبی کوهی دنتیکولاتوس (Papilio ulysses denticulatus)
- طاووس آبی کوهی اتولیکوس (Papilio ulysses autolycus)
- طاووس آبی کوهی آمپلیوس (Papilio ulysses ampelius)
- طاووس آبی کوهی امبیگوس (Papilio ulysses ambiguus)
- طاووس آبی کوهی اورسیپوس (Papilio ulysses orsippus)
- طاووس آبی کوهی اوکسییارتس (Papilio ulysses oxyartes)
- طاووس آبی کوهی پنلوپه (Papilio ulysses penelope)
- طاووس آبی کوهی اسکیالا (Papilio ulysses scylla)
- طاووس آبی کوهی تلگونوس (Papilio ulysses telegonus)
- طاووس آبی کوهی تلماچوس (Papilio ulysses telemachus)
- طاووس آبی کوهی نیگریموس (Papilio ulysses nigerrimus)
- طاووس آبی کوهی موروتایسوس (Papilio ulysses morotaicus)
- طاووس آبی کوهی ملانوتیکا (Papilio ulysses melanotica)
- طاووس آبی کوهی جنیفئا (Papilio ulysses jennifeae)